# Christ Denied
Christ Denied ist eine 1994 gegründete Death-Metal-Band aus Madrid (Spanien). Sie gelten als eine der extremen Musikbands. Da die Bandmitglieder bis heute keinen geeigneten Schlagzeuger gefunden haben, nutzen sie einen Drumcomputer.

## Geschichte
Die Band wurde als Projekt von der Szenegröße Dave Rotten und seinem Freund David „Nigger“ (ein Pseudonym, das nicht ganz unumstritten ist) gegründet. Die Band entstand, nachdem Nigger Rotten einige Lieder ohne Gesang zeigte, die er eigentlich für seine eigene Band Intoxication geschrieben hatte, die zu dieser Zeit jedoch kurz vor der Auflösung stand. Rotten sang bis dahin bei den spanischen Avulsed und wollte zusätzlich seiner Vorliebe für extremen Deathgrind nachgehen. Die beiden gründeten dann 1994 Christ Denied.
Die ersten Aufnahmen spielten sie Olaf Firmer von Morbid Records vor, der ihnen anbot eine Split-EP mit Haemorrhage aufzunehmen. Diese erschien 1994 unter dem Namen Thy Horned God.
Das Debütalbum …Got What He Deserved erschien 1996 über Gulli Records und wurde später vom Repulse-Sublabel Qabalah Prod. wiederveröffentlicht. Eine Split-7" mit Mortician war in Planung, erschien jedoch nie. Das Material erschien dann um einen Titel erweitert auf einer Split-MCD mit Aborted. Des Weiteren folgte eine Split-CD mit Bastard Saints aus Italien.
Als 2001 David Nigger nach Deutschland zog, stellte die Band zunächst alle Aktivitäten ein. 2004 erschien eine Kompilation mit raren Songs der Band und Rotten konzentrierte sich auf seine Hauptband Avulsed.
2011 stieg Roger Infected von Infected Flesh in die Band ein. 2012 erschien das zweite Album Cancer Eradication über Rottens Label Xtreem Music.

## Stil
Christ Denied spielen chaotischen Deathgrind und Brutal Death Metal mit einem dunklen, tiefen, kaum verständlichen gutturalen Gesang sowie eingebauten sogenannten Pig Squeals, also an Schweinegeschrei erinnernden hohen Tönen. Die Programmierung des Drumcomputers setzt weniger auf Komplexität, ist aber auch nicht zu simpel gehalten. Musikalisch bedient man sich im US-amerikanischen 1990er Death Metal sowie beim schwedischen und dänischen Stil dieser Zeit. Die Texte sind antireligiös sowie blasphemisch gehalten und enthalten auch einige splattrige Lyrics.

## Diskografie
- 1994: Thy Horned God (Split-EP mit Haemorrhage, Morbid Records)
- 1996: …Got What He Deserved (Album, Gulli Records)
- 1998: Impale the Fraud (Demo)
- 2000: Split-CD mit Bastard Saints (Macabre Mementos Records)
- 2000: Split-EP mit Aborted (Soulreaper Records)
- 2004 Drink… Drink the Blood (Kompilation, Goregiastic Records)
- 2013 Cancer Eradication (Album, Xtreem Music)